# Ouratea floribunda
Ouratea floribunda é o nome científico de uma planta da flora brasileira do gênero Ouratea, popularmente denominada «batiputá-guatinga» ou «coração de bugre». Endêmica do Brasil, esta espécie atinge até 5 metros de altura e é comum sobretudo numa faixa arenosa da região costeira que vai do Ceará até o estado de São Paulo, chegando também a Minas Gerais.

## Usos
Suas sementes produzem um óleo adocicado e aromático, conhecido como «manteiga de batiputá», o qual se torna rançoso com facilidade e pode ser usado em conservas e temperos.
Tal óleo tem indicação popular como anti-reumático, útil também na cura de e afecções cutâneas, além de outros usos diversos.

## História
O Batiputá é utilizado pelos povos indígenas desde os tempos imemoriais. O povo Tremembé, no Ceará, são grandes conhecedores do uso medicinal e alimentício do batiputá, principalmente nas aldeias da barra do rio Mundaú, onde essa planta tem uma importância religiosa e sagrada.